# Mauro Pelaschiar
Mauro Pelaschiar, anche noto come Mauro Pelaschier (Monfalcone, 29 aprile 1949), è un velista italiano.

## Carriera
Nasce nel 1949 a Monfalcone da una famiglia originaria di Pola e giovanissimo comincia a veleggiare alla SVOC (Società Velica Oscar Cosulich), seguendo la tradizione di famiglia di nonno Francesco, Mastro d'ascia, di papà Adelchi e dello zio Annibale, grandi velisti plurititolati, Olimpionici nel 1952, nel 1956 e nel 1964.
Dopo le prime esperienze sui Dinghy 12 e sui Flying Junior vince nella classe Finn, singolo olimpico, nove titoli Italiani tra il 1964 ed il 1977, il Bronzo ai Campionati Europei 74 e un Bronzo e un Oro ai Giochi del Mediterraneo nel 1971 e nel 1975. 
Nel 1983 raggiunge una enorme popolarità come timoniere di Azzurra, la prima barca italiana alla America's Cup, che lo vorrà al comando anche nella sfida successiva a Perth nel 1987.
Negli anni successivi si dedica sempre più ai cabinati, vincendo innumerevoli regate e partecipando a diverse regate transoceaniche, ma non dimenticando mai i monotipo (12 partecipazioni al Giro d'Italia a vela) e il match racing. 
Dagli anni novanta regata assiduamente su barche d'epoca con ottimi risultati.
Medaglia di bronzo al valore atletico
Medaglia d'oro al valore atletico 1983
Dal 1999 è editorialista per la rivista nautica FARE VELA.
Dal 2000 al 2004 è Consigliere Nazionale F.I.V.(Federazione Italiana Vela), in rappresentanza degli atleti. Si occupa dell'organizzazione di Barche ed Equipaggi per i grandi eventi. 
Dal 1999 commenta le regate di Coppa America e i giochi olimpici per Rai Sport.
Organizza corsi di perfezionamento su Monotipi e barche d'Altura. 
È testimonial Telethon (Ass. per la ricerca sulle malattie genetiche).
Dal 2006 è advisor di BMW Match Race Academy.

## Palmarès
1964
Campione italiano juniores classe Finn
1965
Campione italiano juniores classe Finn
1966
Campione italiano juniores classe Finn
1967
Campione italiano juniores classe Finn
Campione italiano classe Finn
1968
Campione italiano classe Finn
Olimpiadi classe Finn
1969
Campione italiano classe Finn
1971
Argento ai Giochi del Mediterraneo Classe Finn
1972
Campione italiano classe Finn
Olimpiadi (Kiel) classe Finn
1973
Campione italiano classe Finn
1° Trofeo Portoroz (SLO) classe Finn
1974
Bronzo Campionati Europei classe Finn
1° Trofeo Nesselblatt (GER) classe Finn
1° Intervela (ITA) classe Finn
1975
Oro ai giochi del Mediterraneo classe Finn
Argento preolimpiche di Kingston classe Finn
1° Copa Princessa Sofia (ESP) classe Finn
3ª settimana Preolimpica di Hyeres (FRA) - classe Finn
1976
Olimpiadi (Kingston) - Classe Finn
1ª settimana Preolimpica di Hyeres (FRA) - classe Finn
1977
Campione Italiano classe Finn
1981 
partecipa alla selezione dell'equipaggio di Azzurra, primo Challenger Italiano all'America's Cup, e ne diventa il timoniere. 
Campione italiano prima classe IOR – Brava, Vallicelli 44'.
1982
1° Sardinia Cup - Brava, Vallicelli 44'.
1983
Al timone del 12 metri S.I. Azzurra a Newport R.I. (USA) partecipa alla selezione dei Challenger (Louis Vuitton Cup) all'America's Cup, terzo in semifinale dopo AUSTRALIA II (AUS) e VICTORY 83' ( UK ), nell'anno in cui per la prima volta dopo 153 anni un Challenger vince l'America's Cup: AUSTRALIA II.
1° One Ton Cup di Rio de Janeiro - Linda, Sciomachen 37'.
1° Australia Cup Match race di Perth (AUS), unico italiano fino ad oggi.
Partecipa a numerose Ton Cup (Mondiali di categoria Level Class)
3° ¾ Ton Cup di Kopenhagen (DEN) - Spriz Ceccarelli 34'
5° alla 1/2 Ton Cup di Helsinki (FIN) - Robadapazzi Paperini 30'
1985
Campione italiano quinta classe IOR - Robadapazzi Paperini 30'.
1987
Skipper e timoniere di AZZURRA III alla America's Cup di Perth (AUS). 
si dedica al Match race dove ottiene ottimi risultati nelle regate di Lymington, (UK), New York, Long Beach CA(USA) e Perth (AUS), centrando sempre le semifinali o le finali.
Timoniere di Marisa Brenta 44' con la squadra Italiana all'Admiral's Cup 87'.
1988
Campione italiano V classe IOR - Robadapazzi Paperini 30.
1989 
Prima traversata Atlantica: Discovery Race da Cadice (ESP) a Santo Domingo (R.Dominicana) con il maxi Gatorade di Giorgio Falck
Campione italiano V classe IOR - Robadapazzi Paperini 30.
1990 
1° Rolex Swan World Cup a Porto Cervo - Eurosia, Swan 46'.
1º Giro d'Italia a Vela con Città di Desenzano.
1991 
1º Giro d'Italia a Vela - Castelvecchio Gorizia. 
Campione italiano IV classe IOR - Spritz, Vallicelli 35
3° ¾ Ton Cup Copenaghen - Spritz, Vallicelli 35
1992
1ª Gran Regata di Colombo (Discovery Race) da Cadice a San Juan de Portorico al comando del Vallicelli 65' Nastro Azzurro.
1° Nioulargue a Saint Tropez - Frers 58' Rrose Selavy.
1993 
A bordo di Brooksfield partecipa a due tappe della Whitbread Round The World Race, da Southampton (UK) a Punta del Este (URU) e da Punta del Este a Fremantle (AUS).
1994 
1° Club Med Challenger a Santa Teresa di Gallura, sfida tra i primi cinque a Giro d'Italia,
Tour de France e Vuelta de Espana, al timone di Bologna Telethon.
1° ex aequo la Rolex Swan World Cup - Swan 46' Eurosia .
1° Nioulargue a Saint Tropez -  Frers 58' Rrose Selavy
1995 
1° Trofeo Zegna a Portofino - Frers 65' Rrose Selavy.
1° Rolex Maxi World Cup a Porto Cervo - Frers 65' Rrose Selavy.
1° Nioulargue di Saint Tropez -  Frers 65' Rrose Selavy.
1° le Olbia Match race con il JOD 35. 
1° Millevele di genova con il Ten PF Naftaecologica imbarcazione da lui ideata in collaborazione con lo Studio Frers.
1996 
1º Giro di Sardegna - Ten PF Naftaecologica.
1° Rimini Corfù Rimini - Ten PF Naftaecologica
1° Overall Sardinia Cup - Vismara 40' Querida.
2° Campionati Italiani IMS di Chiavari.
1997 
1° Trofeo Zegna di Portofino - Frers 65 Rrose Selavy. 
1° Rolex Maxi World Cup a Porto Cervo - Frers 65 Rrose Selavy.
1° 500X2 di S.M.di Caorle nella flotta JOD35 ad inviti in coppia con Stefano Spangaro.
1998 
1° Trofeo Zegna a Portofino - “Edimetra”, Frers 65' 
1° Barcolana a Trieste - “Riviera di Rimini” Vallicelli Open 60'.
1999 
2° Admiral's Cup su “Moby Lines” Mumm 36' per la squadra Europa 1( “BravaQ8”, “Merit Cup”, “Moby Lines”)
1° Trofeo Zegna a Portofino  - Rrose Selavy, Frers 73'
1° Giraglia – Frers 65' Edimetra 
1° Maxi World Cup a Porto Cervo - Rrose Selavy, Frers 73'
1° “Corsica X 2” - Ten PF 10 e Lode in coppia con Maurizio Manzoli (Lavagna, Rapallo, Giro della Corsica, Rapallo).
2000
1° Trofeo Pirelli a S.M.Ligure - Giacomellisport 40.7
3° Europeo IMS a Punta Ala - Giacomellisport 40.7
2° Copa del Rey di Palma de Mallorca (ESP) - Giacomellisport 40.7
2º Campionato Italiano di Riva di Traiano - Giacomellisport 40.7
1° Trofeo Zegna a Portofino  - Rrose Selavy, Frers 73'
1° Maxi World Cup di Porto Cervo  - Rrose Selavy, Frers 73'
2001 
1° Trofeo Pirelli - IMX 40' “Giacomellisport”
5° Mondiale IMS di Valencia (ESP) - IMX 40' “Giacomellisport”
3° Copa del Rey a Palma de Mallorca (ESP) - IMX 40' “Giacomellisport”
1º Campionato del Mediterraneo Maxi Yacht (Portofino, Capri, Napoli, St. Tropez, Porto Cervo) - Rrose Selavy, Frers 73'
Con Aria 8 m S.I. partecipa alla AMERICA'S CUP JUBILEE è terzo nella categoria Small Bermudian.
Nella Round the Island Race, la regata storica dello Schooner “America”, è settimo assoluto in classifica generale con una delle barche più piccole della flotta partecipante. Ha navigato a bordo degli Schooner “Mariette” , “Orion”, “Roberta III” e sul 12mt.S.I.Classic “Flica II” , partecipando a numerose regate per barche d'Epoca.
2003 
1° Lancel Classic - 8 metri S.I. Aria di Serena Galvani
2004 
1º Giro d'Italia a Vela - Fondazione Serono.
1° Lancel Classic - 8 metri S.I. Aria di Serena Galvani
Lanzarote to Antigua 2004 con Spirito di Stella
2007 
1° Panerai trophy - Amorita di Claudio Mealli
Coach di Mascalzone latino alla America's Cup
2008
1ª Settimana Internazionale di Alassio - Midva di Besana-Sirena.
1° Mondiale 12 Metri SI - Nyala
2009
1° Panerai Trophy - Peter di Claudio Mealli.
1° Pasquavela - 415 Give Me Five.
3° Palermo Montecarlo -  Alto Adriatico 38, barca da lui progettata in collaborazione con Maurizio Cossutti.
2010
1° Regates Royales Cannes al timone di Leonore.
1° Trofeo Accademia Navale Livorno - Cossutti 43 Nautilus Wave.
2° Palermo Montecarlo - Arya 415 Give Me Five.
3° Europeo ORC di Cagliari - Cossutti 43 Nautilus Wave.
2011
1ª Settimana Internazionale di Alassio - Midva di Besana-Crispiatico-Sirena.
2014 1° Trofeo Panerai nella categoria Classici - Namib di Pietro Bianchi.